# Aribates javensis
Aribates javensis är en kvalsterart som beskrevs av Aoki, Takaku och Ito 1994. Aribates javensis ingår i släktet Aribates och familjen Aribatidae. Inga underarter finns listade i Catalogue of Life.